# ルクオイル

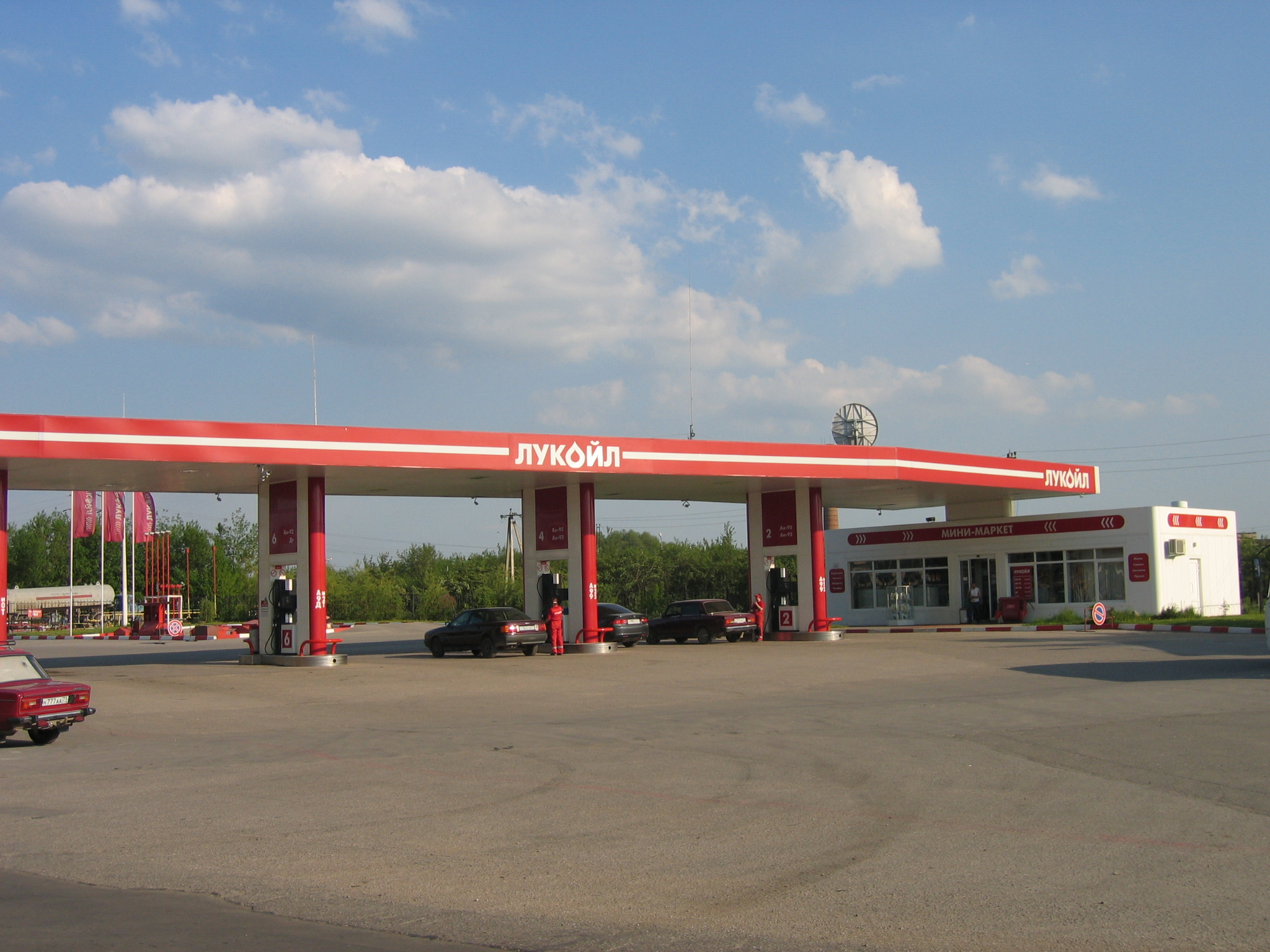
ルクオイルのガソリンスタンド（ロシア連邦トゥーラ市）

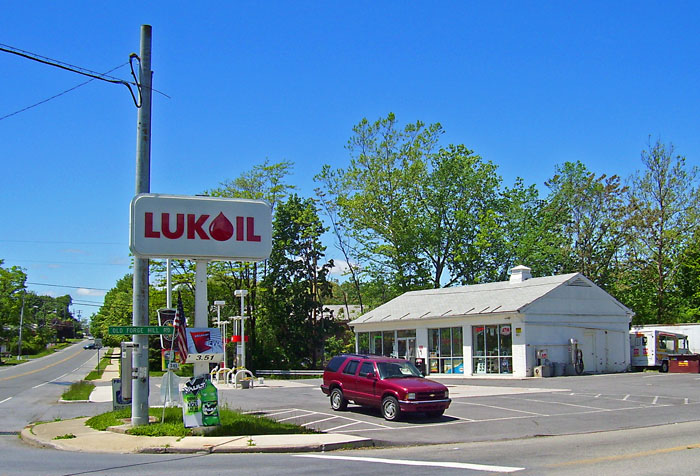
アメリカ合衆国で営業するルクオイルのガソリンスタンド

公共株式会社・石油会社 ルクオイル（ロシア語: ПАО «Нефтяная компания „ЛУКОЙЛ“», ПАО «ЛУКОЙЛ»、英語: LUKoil、LSE: LKOD,NASDAQ: LUKOY）は、ロシア連邦最大の石油会社で、同国の新興財閥（オリガルヒ）の一つ。

## 概要
ソビエト連邦の崩壊直前の1991年、ソビエト連邦閣僚会議決定により、ランゲパスネフテガス、ウライネフテガス、およびコガリムネフテガスという3つの石油採掘企業が統合され国家コンツェルンのランゲパス・ウライ・コガリムネフトとして発足。1992年11月17日のロシア大統領令1403号と1993年4月の政府命令に基づいて、正式に公開株式会社・石油会社「ルクオイル」（ロシア語: ОАО «Нефтяная компания „ЛУКОЙЛ“»）となった。1995年、ロシア連邦政府の決定に従って、ルクオイルは、西シベリアにあるハンティ・マンシ自治管区・ユグラの上記3拠点を始めとして、バシコルトスタン（後に離脱）、ヴォルゴグラード、ペルミなどの精油所、石油化学工場を保有し、更にアストラハン石油などをグループに加えた。アメリカ合衆国のアトランティック・リッチフィールド会社（ARCO）は、ルクオイルの戦略パートナーであり、ルクオイルの株式のうち、1999年現在で7.7パーセントを保有している。
2000年にはアメリカのゲティ・オイルを買収し、アメリカ国内でも「LUKOIL」ブランドのガソリンスタンドを展開することとなった。
2004年9月、コノコフィリップスはルクオイルに対して7.6パーセント出資金を増額し、更に今後20パーセント以内の増資が可能な協定に署名した。また、両者は、ロシア北部ティマン・ペチョラ地区で油田およびガス田と、イラク西部のクルナ地区を共同開発することでも合意した。
2014年の法改正を受けて公開株式会社（ОАО）から公共株式会社（ПАО）に移行し、現在の名称になっている。
2022年10月に石油トレーディング部門の分離とイタリア・シチリアにある製油所ISABの売却を検討している事が判明した。
2022年2月に始まったロシアによるウクライナ侵攻で創立者ヴァギト・アレクペロフはイギリスから制裁対象とされたことを受け社長を辞任。一方、開始直後の3月初旬に取締役会は軍事侵攻を悲劇的な出来事として懸念を示す声明を発表した。同年5月に元幹部が不審死を遂げ、同年9月1日にラビル・マガノフ会長が病院の窓から転落死。2023年10月24日にはウラジーミル・ネクラソフ(Владимир Некрасов)会長が急性心不全で急死、2024年3月14日にはヴィタリー・ロベルトゥス(Виталий Робертус)副社長が急死したと発表されるなど、立て続けに重役が世を去る事態となった。
2024年3月12日、ウクライナがミサイルまたはドローンにより、ニジニ・ノヴゴロドにあるルクオイルの製油所を攻撃。大規模な火災が発生した。